# Scoparia ochrealis
Scoparia ochrealis is een vlinder uit de familie van de grasmotten (Crambidae). De wetenschappelijke naam van de soort is voor het eerst geldig gepubliceerd in 1775 door [Denis & Schiffermüller].